# Corycaeus pumilus
Corycaeus pumilus är en kräftdjursart som beskrevs av M. Dahl 1912. Corycaeus pumilus ingår i släktet Corycaeus och familjen Corycaeidae. Inga underarter finns listade i Catalogue of Life.